# 몽골 국립 대학교
몽골 국립 대학교(몽골어: Монгол Улсын Их Сургууль, National University of Mongolia)는 몽골의 수도 울란바토르에 위치한 국립 대학이다.